# メチルグリオキサール
メチルグリオキサール（Methylglyoxal）とは、2-オキソプロパナール（2-oxopropanal）のことである。

## 構造と性質
メチルグリオキサールの分子式はC3H4O2、モル質量は72.063 (g/mol)である。常圧における沸点は72 ℃で、常温常圧では黄色の液体として存在する。

## その他
- フミン質を含んだ水に対してオゾン消毒を行った場合、メチルグリオキサールも非意図的に生成することが確認されている[2]。

- In vivo ではメチルグリオキサールはAGEsの生成と関連がある。メチルグリオキサールとクレアチンにより生成される物質(N-(4-methyl-5-oxo-1-imidazolin-2-yl)sarcosine)が人の尿から検出されており、体内でメチルグリオキサールが生成していると示唆される。[3]